# 朝鮮労働党大会
朝鮮労働党大会（ちょうせんろうどうとうたいかい、朝鮮勞動黨代表者會、朝鮮語: 조선로동당 대표자회）は、北朝鮮の朝鮮労働党が開催する党大会。同党の規約上、同党の最高意思決定機関、最高指導機関と定められている全体会議である。

## 概要
朝鮮労働党の最高指導機関。党中央委員会によって招集される。党綱領と規約の採択または修正・補完、党の路線・基本政策および戦略・戦術の決定、中央委員会の選挙などを行う。
前回党大会からの成果を示す場であるとともに、その後の国家の方針や路線を決定する重大な大会である。
党創立当初は原則として5年に1度開催することが党規約で定められていたが、実際に5年間隔で開催されたのは第3回大会（1956年）と第4回大会（1961年）の間のみで、開催間隔の取り決めは有名無実化していた。
そのため、第6回大会（1980年）から30年後に開かれた第3次党代表者会議（2010年）において、党大会の開催間隔に関する条項は党規約から削除されている。
ただし、金正日が死去した後、党委員長となった金正恩は党大会を定期的に招集する方針を示しており、第8回大会（2021年）での党規約改定では、先述の第3回党代表者会議で削除された党大会の開催間隔に関する条項が復活し、5年に1度招集することが定められた。
党中央指導機関に所属する者と党の各組織の代表者が出席する（第8回党大会では党中央指導機関の250人と各組織の代表者4750人が出席した）。傍聴人もおり第8回党大会では2000人が傍聴した。

## 歴代の党大会
過去の開催実績は下記の通りである。党大会の回次は、朝鮮労働党の前身である北朝鮮労働党の党大会の回次を継承している。
1. 第1回党大会（英語版）：1946年8月28日～8月30日　※北朝鮮労働党時代の党大会
2. 第2回党大会（英語版）：1948年3月27日～3月30日　※北朝鮮労働党時代の党大会
3. 第3回党大会（英語版）：1956年4月23日～4月29日
4. 第4回党大会（英語版）：1961年9月11日～9月18日
5. 第5回党大会：1970年11月2日～11月13日
6. 第6回党大会（英語版）：1980年10月10日～10月14日
7. 第7回党大会：2016年5月6日～5月9日
8. 第8回党大会：2021年1月5日～1月12日